# Maybach 57
De Maybach 57 is een auto van het luxemerk Maybach. De auto is ontstaan uit het Mercedes-Benz Maybach Concept, welke in 1997 gepresenteerd werd op de Tokyo Motor Show. De naam 57 verwijst naar de lengte van de auto, die 5,73 (afgerond 5,7) meter bedraagt. Er is ook een sportievere versie van de 57, de 57S. Het productiemodel werd in 2002 gepresenteerd op de autoshow in New York.
Naast de 57 bestaat er nog een verlengde versie, de 62, waar ook weer een sportievere versie van is, de 62S. De 62 is behalve door de grotere lengte ook te onderscheiden van de 57 door de reflector aan de zijkant, welke verplicht is bij auto's die langer zijn dan 6 meter.
In productie:
57 ·
57S ·
62 ·
62S ·
62S Landaulet
Concept:
Exelero
Vroegere modellen:
W1 ·
W3 ·
W5 ·
12 ·
DSH ·
DS7 Zeppelin ·
W6 ·
DS8 Zeppelin ·
W8 DSG ·
SW35 ·
SW38 ·
SW42 ·
JW61